# سامانه حمل‌ونقل فضایی

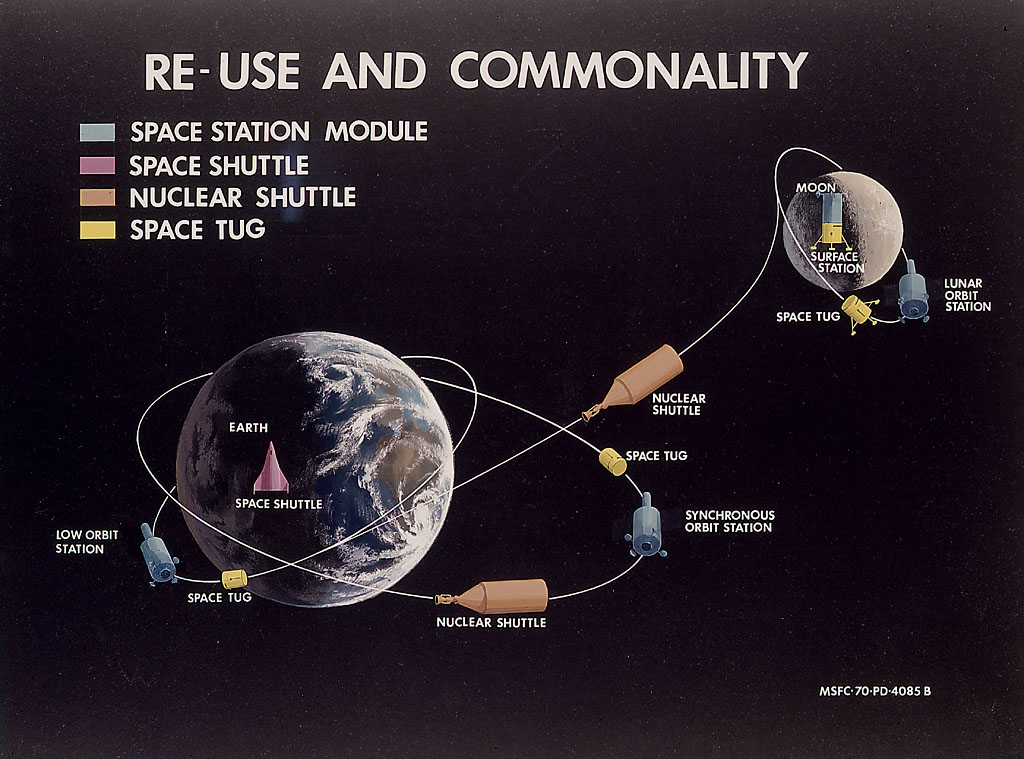
سیستم حمل و نقل فضایی (STS)

سیستم حمل و نقل فضایی (STS) همچنین شناخته شده به نام داخلی ناسا به عنوان برنامه‌ریزی یکپارچه (IPP), یک سیستم پیشنهادی قابل استفاده مجدد فضایی سرنشین دار وسایل نقلیه پیش‌بینی در سال ۱۹۶۹ به حمایت از تمدید عملیات فراتر از برنامه آپولو بود. (ناسا اختصاص نام برای آن برنامه شاتلهای فضاییتنها بخشی از این پیشنهاد را به زنده ماندن کنگره بودجه تصویب) هدف از این سیستم دو قسم: به منظور کاهش هزینه از spaceflight جایگزین روش فعلی راه اندازی کپسول در مصرفی موشک قابل استفاده مجدد و فضاپیمای؛ و به حمایت بلند پروازانه به دنبال-در برنامه از جمله دائمی در مدار ایستگاه فضایی در اطراف زمین و ماه و انسان فرود مأموریت به مریخ است.